# Bülent Bilgen
Bülent Kaan Bilgen (5 aprile 1977) è un ex calciatore austriaco, di ruolo centrocampista.

## Palmarès
- Erste Liga: 1

Wacker Innsbruck: 2009-2010